# Vilfredo Pareto
Vilfredo Federico Damaso Pareto (15 tháng 7 năm 1848 - 19 tháng 8 năm 1923) là một nhà công nghiệp, nhà kinh tế học, xã hội học và triết học người Ý. Ông đã có vài đóng góp quan trọng trong kinh tế học, đặc biệt là trong nghiên cứu về phân phối thu nhập và những phân tích về sự lựa chọn cá nhân. Ông giới thiệu khái niệm về Hiệu quả Pareto, Nguyên lý Pareto và đóng góp cho sự phát triển của kinh tế học vĩ mô. Ông cũng có những đóng góp cho xã hội học và toán học.